# Mucropetraliella thenardii
Mucropetraliella thenardii är en mossdjursart. Mucropetraliella thenardii ingår i släktet Mucropetraliella och familjen Petraliellidae.
Artens utbredningsområde är Röda havet. Inga underarter finns listade i Catalogue of Life.